# Henryk Dederko
Henryk Dederko (ur. 3 stycznia 1944 w Magdeburgu-Sohlen w Niemczech) – polski reżyser filmowy i dokumentalista.

## Życiorys
W 1975 ukończył studia na wydziale reżyserii Państwowej Wyższej Szkoły Filmowej, Telewizyjnej i Teatralnej im. Leona Schillera w Łodzi.
Jest autorem filmu dokumentalnego Witajcie w życiu o kulisach działania sieci sprzedaży bezpośredniej Amway.
Michał Dudziewicz nakręcił film dokumentalny o Henryku Dederce, Motor, dziewczyna i film, czyli cudowny pierścień Renarta.
W 2019 został odznaczony Srebrnym Medalem „Zasłużony Kulturze Gloria Artis”.

## Wybrana filmografia
- Opinie z trasy (1976)
- Errata, czyli sceny pokutne w nowych osiedlach (1981)
- Wyłap (1982)
- Witajcie w życiu (1997) - laureat Białej Kobry na VIII Festiwalu Mediów Człowiek w Zagrożeniu w Łodzi
- Byłem bóstwem Shinto (1998)
- Bajland (2000)
- Witajcie w mroku (2009)
- Witajcie w bezdomności (2014) - laureat Białej Kobry na XXIV Festiwalu Mediów Człowiek w Zagrożeniu w Łodzi[3]